# Струјни удар
Струјни удар, електрични удар, је повреда изазвана техничком електричном струјом или атмосферским електрицитетом најчешће са тешким повредама или смртним исходом.

## Етиологија
Повреде струјом могу да изазову три врсте електричне енергије;
Наизменична струја
Она је најопаснија и може бити различите волтаже односно напетости и броја циклуса у секунди (херца). Нисковолтажна наизменична струја има напон од 110-220 волти, средњеволтажна од 220-1.000 волти, а високоволтажна преко 1.000 волти.
Једносмерна струја
Ова врста струје знатно ређе узрокује струјни удар и има три пута мање штетно дејство на организам од наизменичне струје мада је њено штетно дејство појачано на средњим напонима између 500 и 1.000 волти.
Природни електрицитет (удар грома)
Удар грома је импулс једносмерне струје, огромног напона и јачине. То је краткотрајно пражњење статичког електрицитета које се одиграва између два облака или између облака и земље. У току тог пражњења ослобађа се електрицитет од 1.200 до 200.000 А у 1/100 до 1/1000 секунди.

## Епидемиологија
Околности које доводе до струјног удара су многобројне, при чему значајну улогу има непажња, неправилно руковање и незнање. Струјни удари најчешће настају у кући, индустрији, пољопривреди, али и на свим другим местима где се користи електрична струја. Као најчешћи посредни узроци струјног удара наводе се;
- неисправни електрични апарати и машине,
- неисправне електричне инсталације,
- рад у влажним просторијама и руковање електричним апаратима са мокрим рукама или у влажној одећи,
- рад на одржавању електричне инсталације и опслуживању електричних машина без употребе за ту намену предвиђеног алата и заштитне опреме (одеће, обуће, рукавица),
- нестручно руковање и оправка кварова на електричним апаратима и инсталацијама,
- рад у објектима са неисправном громобранском инсталацијом и уземљењем апарата и машина.

На основу података из САД, у 1993. било је 550 смртних случајева изазваних струјним ударом. Када се ови подаци прерачунају на број становника добија се податак од 2,1 умрлих на милион становника. Највећи број струјних удара догађа се на радном месту и чини већину смртних случајева. Од 1980—1992, просечно је 411 радника у САД умрло сваке године због струјног удара. На основу података Америчког бироа за статистику повреда на раду: 6-7% смртоносних повреда на раду изазвано је струјним ударом.

## Патофизиологија
Електрична струја је усмерено кретање наелектрисања под утицајем електричног поља или разлике електричних потенцијала. Када се крајеви чврстог проводника споје са половима извора напона, на пример једносмерне струје као што је батерија, тај извор успоставља електрично поље кроз проводник. У тренутку спајања контаката, слободни електрони у проводнику ће почети да се крећу ка позитивном крају извора под утицајем електричног поља. Када се тело човека нађе у електричном пољу оно се понаша као проводник, а електрони у њему почињу да се крећу усмерено под утицајем поља.
- Пр4имери струјног удара настали директним и индиректним контактом
- Струјни удар настао директним контактом
- Струјни удар настао индиректним контактом
- Смрт логораша у логору након директног контакта

Електрична струја у електролитима је ток наелектрисаних атома (јона), који могу бити и позитивно и негативно наелектрисани. Такав је случај проласка струје кроз водени раствор кухињске соли или воде за пиће која природно садржи у себи растворе различитих минерала, док чиста или дестилована вода не проводи струју јер не садржи у себи јоне. Организам човека који се највећим делом састоји од воде и великог броја електролита, понаша се при проласку струје као водени раствор кухињске соли.
Тежина повреде нанета дејство електричне струје не зависи само од јачине струје (ампераже) него и од напона струје (волтаже) и отпора струје при проласку кроз људско тело. Ако одевен човек има суву руку и кожне ђонове на ципелама, онда је отпор тела електричној струји око 50.000 ома. Наг човек, који се налази у влажним просторијама и са влажним рукама дође у додир са струјом, пружа струји врло мали отпор, свега око 350 ома. И поред тога што се ради о малом отпору у овом случају и струја врло малог напона, од свега 70-80 волти, може деловати смртоносно.
|  | Једва приметна                                                   |
|  | Максимална струја коју просечан човек може осетити и „отпустити“ |
|  | Парализа дисајних мишића                                         |
|  | Коморске фибрилације-праг                                        |
|  | Срчани застој и оштећења унутрашњих органа                       |
|  | Уобичајени осигурач или прекидачи                                |

| „ | Када је струја већа од 16 „струја отпуштања“ пролази кроз подлактицу, она подстиче невољне контракције мишића прегибача и екстензора. Када јачи прегибачи мишића доминирају, жртва струјног удара можда неће бити у стању да се ослободи од контакта са електричном енергијом и схвати колика струја тече кроз његов организам. Ако струја од 20 пролази кроз грудни кош дуже време, може доћи до смрти због парализе респираторних мишића. Струја од 100 до 2 , може изазвати вентрикуларне фибрилације које су вероватно најчешћи узрок смрти код електричног удара. | ” |

На месту улаза струје у тело и на месту њеног излаза из тела настају повреде, сличне повредама код тешких опекотина. На тим местима долази до некрозе ткива (изумирање ткива) а јављају се и велики дефекти коже и ткива купастог облика. Поред опекотине струја делује и електролитичким ефектима, (промена електричног потенцијала у ћелији).
Кроз тело струја иде у правцу мањег отпора, тако да правац проласка струје кроз тело није праволинијски. Струја иде у правцу влажних површина тела, зато што јој влажне површине дају мањи отпор.
Сем локалних повреда од електричне струје, постоје и општи штетни утицаји деловања струје. У моменту електричног удара наступа одмах несвест, која често траје кратко време и за собом оставља краће или дуже појаве одузетости или грчева. Дуже време остају и душевни поремећаји, као што су страх, несаница и јака нервоза. При јачем деловању струје долази до ситних крварења у мозгу, са сталним штетним последицама од повреде мозга, па и до моменталне смрти.
Електрични удар скоро увек одбаци човека од места на коме је стајао, тако да поред повреда од електричне струје веома често настају и механичке повреде од пада.
Ако повређени преживи удар грома или електричне струје, изгледи за спасавање живота су повољни.

## Клиничка слика

### Локалне промене (опекотине)
Електрични ток који тече по површини или кроз тело може проузроковати електричне опекотине (опекотине коже или органа које изазива електрични ток који тече по површини или кроз тело). Ове опекотине се не разликују битно од осталих опекотина и карактеришу их следећи знаци:
- демаркација, која је јасна у односу на околно здраво ткиво,
- округласто-елипсасти облик,
- знаци запаљења,
- одсуство бола.

### Општи знаци
Карактеришу се пре свега честом појавом шока који настаје због:
Срчаног застоја
Који настаје као последица
- Електричних грчева, (мишићна контракција узрокована електричним током):
- Фибрилације (грчење мишића без координације)
- Фибрилације срца (фибрилацију једне или више срчаних комора)
- Фибрилација срчаних комора (фибрилација срца ограничена на коморе, узрокује сметње у циркулацији због несинхроног грчења срчаног мишића, након којих врло брзо настаје смрт.[4]

Респираторног застоја (праћеног хипоксијом)
Одсуство пулса
Губитак свести
Одсуство срчаних тонова,
Изражена хипотензија
И поред израженог пада, крвни притисак је још мерљив.
Смрт
Настаје као крајњи исход шока изазваног електричним ударом.
| Еритем | Була | Ерозија | Улкус | Сува некроза |
| ------ | ---- | ------- | ----- | ------------ |
|        |      |         |       |              |

## Терапија
- Реанимација, мора бити упорна и дуга (и до 2-3 часа)
- Мониторинг виталних параметара,
- Санација опекотина,
- Рехабилитација задобијених повреда

## Удар грома
Промене које настају у телу код удара грома разликују се од оних изазваних техничком струјом. Повреде грома прати кретање већег дела енергије по површини тела и кроз одећу а мањи део кроз тело па због тога углавном доминира механичко-топлотни ефекат. Повреде на кожи су у облику стрелне ране, а опекотине које прате ове повреде настају секундарно као последица паљења одеће или предмета у одећи.
При удару грома појаве су исте као и при електричном удару. Особа се онесвести, а када дође к себи, не сећа се шта се догодило. Затим наступају грчеви мишића целог тела и бунцање, после чега остају одузети неки делови тела. Ако је удар грома био јак, смрт наступа од грчева мишића за дисање. Узрок овоме су појаве на мозгу услед ситних крварења и оштећења можданих ћелија.

## Примена
Након сазнања о позитивном и негативном учинку струјног удара на организам живих бића, човек, те његове особине почиње да примењује за хумане и нехумана потребе као: 
- средство за егзекуцију,
- мера заштите у затворима и логорима,
- мера заштите у сточарству,
- полицијска метода изнуде признања,
- средство у терористичким активностима, за мучење и егзекуцију својих жртава,
- електроконвулзивна терапија,[8]
- медицинска средство са топлотним ефектом унутар ткива — који настаје услед кретања високофреквентних струја као што је дијатермија у физикалној медицини код хроничних упала мишића, везивног ткива, зглобова и нерава.
- средство за уклањање (спаљивање) туморозних ткива и других израслина, оперативне резове и заустављање крварење у току хируршких захвата (применом електро-скалпела) итд.